# Кобаяси, Дзюнсиро
Дзюнсиро Кабаяси (яп. 小林潤志郎; род. 11 июня 1991 года) — японский лыжник. Член сборной команды Японии по прыжкам на лыжах с трамплина. Победитель первого этапа Кубка мира по прыжкам с трамплина на лыжах в сезоне 2017/2018 г.
Старший брат Рёю и Юки Кобаяси.

## Карьера
В Кубке мира по прыжкам на лыжах с трамплина выступает с сезона 2016/2017
. В сезоне 2016/2017 гг. обладает следующими результатами:
Оберстдорф (Германия)
- 4.02.2017 года — 39 место (дальность полёта — 147,5 м. 116,3 балла);
- 5.02.2017 года — 33 место (дальность полёта — 182,0 м. 160,2 балла);

Саппоро (Япония)
- 11.02.2017 года — 25 место (1-я попытка — 121,5 м, 2-я попытка — 113,0 м сумма — 181,9 баллов);
- 12.02.2017 года — 17 место (1-я попытка — 131,0 м, 2-я попытка — 110,0 м сумма — 189,0 баллов);

Пхёнчхан (Южная Корея)
- 14.02.2017 года — 33 место (дальность полёта — 123,0 м. 100,9 балла);
- 15.02.2017 года — 41 место (дальность полёта — 86,0 м. 79,7 балла);

Тронхейм (Норвегия) — 16.03.2017 года — 39 место (дальность полёта — 124,0 м. 113,6 балла);
В сезоне 2017/2018 гг. обладает следующими результатами:
Висла (Польша):
- 18.11.2017 года — 5 место в составе команды Японии;
- 19.11.2017 года — Победитель 1-го этапа Кубка в индивидуальном прыжке с трамплина (1-я попытка — 124,0 м, 2-я попытка — 126,5 м сумма — 260,5 баллов)[2].

Рука (Финляндия):
- 25.11.2017 года — 3 место в составе команды Японии;
- 26.11.2017 года — 10 место в личном первенстве (1-й прыжок — 137,0 м, 2-й прыжок — 134,5 м, сумма — 280,7 баллов).

Титизе-Нойштадт (Германия):
- 09.12.2017 года — 6 место в составе команды Японии;
- 10.12.2017 года — 4 место в личном первенстве (1-й прыжок — 137,5, сумма — 120,9 баллов).

Энгельберг (Швейцария):
- 16.12.2017 года — 7 место в личном первенстве (128,0 м и 124,0 м, сумма — 241,7 балл);
- 17.12.2017 года — 8 место в личном первенстве (137,5 м и 128,0 м, сумма — 265,4 балла).

ТУРНЕ 4-х трамплинов:
Оберстдорф — 6 место (прыжки на 126,5 м и 123,0 м, сумма — 257,1 балл);
Гармиш-Партенкирхен — 4 место (прыжки на 137,0 м и 131,5 м, сумма — 269,2 балла);
Инсбрук — 6 место (прыжки на 123,0 м и 121,5 м, сумма — 239,4 балла);
Бишофсхофен — 7 место (прыжки на 126,5 м и 134,5 м, сумма — 255,4 балла).
Итоговое 4 место с суммой 1021,1 балл.
Тауплиц — Бад-Миттерндорф:
- 13.01.2018 года — 31 место (прыжок на 186,0 метров, сумма — 158,5 баллов);